# Satanachia
Satanachia è un demonio della demonologia cristiana e gran generale dell'Inferno. Secondo l'antico testo di magia Il Grande Grimorio esso è a capo di oltre quaranta legioni di demoni tra le quali Prulas, Aamon e Barbatos..

## Descrizione
Viene comunemente rappresentato da una figura simile a quella umana seduta su una luna crescente e un'altra che gli sorge dietro la testa.

## Funzione
La sua tipica attività è sedurre donne e fanciulle rendendole completamente schiave e pronte ad ogni azione in suo nome.